# 하이나르 키프하르트
하이나르 키프하르트(Heinrich Heinar Mauritius Kipphardt, 1922년 3월 8일 ~ 1982년 11월 18일)는 독일의 의사이자 극작가다.
의사로서 동베를린의 병원에 근무할 때 발표한 <셰익스피어 지급으로 필요함>이 동독의 문화관료주의를 풍자하여 성공했으나 1959년에 서독으로 옮겼다. 다큐멘털한 소재에 예술적인 수법을 사용한 <장군과 개> <요엘브란드의 이야기> 등에서 정치적인 참가 자세를 보였으나, 비미활동위원회(非美活動委員會)의 조사에 바탕을 둔 <오펜하이머 사건>은 기록연극으로서 센세이션을 일으켰다. 그러나 <원수(元首)가 피살되는 밤>에서는 허구의 꿈의 세계를 무대에 올려, 소시민 안에 잠재하는 권력에 대한 위험을 폭로하고 있다.

## 생애
1922년 3월 8일 저지 슐레지엔에 있는 하이더스도르프에서 태어나 1982년 11월 18일 뮌헨에서 사망했다. 정신과 의사였으나 작가로 활동하며 희곡 《오펜하이머 청문회》, 《아이히만 형》으로 세계적 명성을 얻었다. 기록극의 대표 작가로 알려져 있다.

### 의학 공부와 군 복무
1940년 몰트케 광장 김나지움에서 아비투어를 마쳤다. 나치스 제국 노동 봉사단에서 복무를 마치고, 1940년 본 대학 의학부에서 공부를 시작해 정신과에서 전문 분야 훈련을 받는다. 스무 살이 되던 해 입대를 하고 동부 전선으로 파견된다. 휴가 중 고향에서 로레 하넨과 결혼한다. 1943년 스탈린그라드 전투 후 겨울 철수 작전에 참여하지만, 다음 해 운 좋게도 위생 부대의 대학생 중대원으로 쾨니히스베르크로 오게 된다. 같은 해 브레슬라우 대학에서 학업을 계속하다가 뷔르츠부르크 대학으로 옮긴다. 1945년 가족들과 함께 뒤셀도르프에 살면서 의학 아카데미에서 의학 공부를 지속하고, 크레펠트 시립 병원에서 보조 의사로 일한다.

### 문학 활동의 시작과 독일 극단
무자비한 사건이 벌어지던 전쟁 중에도 키파르트는 역사와 문학과 철학에 관심이 많았다. 극우 정당의 독재는 끝난 것처럼 보였지만 비참하게 살 수밖에 없었던 전쟁 시기에 대해 괴로워하거나 고통을 호소하는 이가 한 명도 없었다. 1950년 크레펠트를 떠나 동베를린으로 가서 자선 병원에 취직한다. 그리고 문화 정책을 다루는 잡지 《재건》에 첫 작품 《금세기 한가운데》를 발표한다. 그 덕분에 볼프강 랑호프와 수석 드라마투르크로 전속 계약을 맺는다. 1953년 6월 17일 동독에서 일어난 대규모 반정부 시위 이후 사회주의 통일당의 자기비판이 한창일 때 《급하게 셰익스피어를 찾음》으로 동독 3등 문화 훈장을 받는다. 1950년대 초 키파르트는 에른스트 블로흐와 깊은 우정을 쌓고, 에르빈 피스카토어와 생산적인 논쟁을 벌이고, 페터 학스를 위해 개입하는 등 성공적인 활동을 한다. 1956년 헝가리 민중 봉기로 동독 사회주의 통일당 지도부가 공연 계획에 간섭을 해 오자 독일 극장과의 계약을 파기한 후 국경을 넘어 뒤셀도르프로 돌아간다. 그곳에서 극장 감독 카를 하인츠 슈트루에게 작품을 쓰는 조건으로 극장 근무를 위한 체류 허가를 약속받는다. 작가 계약을 맺은 그는 희곡 《장군의 개》를 쓰면서 서독 문화계에 이름을 알리기 시작한다. 출판사 베르텔스만은 그에게 티브이를 위한 작품을 의뢰하면서 편집자 자리를 마련해 준다.

### 문학계 혜성
1964년 《오펜하이머 청문회》가 에르빈 피스카토어의 연출로 베를린에서, 파울 페르후번의 연출로 뮌헨에서 동시에 무대에 올려지면서 양쪽 독일에서 큰 주목을 받는다. 그해 게르하르트 하웁트만상과 조형 예술 독일 아카데미의 TV상을 받는다. 1965년 《요엘 브란트 이야기》로 프란츠 페터 비르트와 아돌프 그림상을 공동 수상한다. 1971년 결혼한 하이나어ᐨ피아 부부는 프라운베르크의 집으로 이사했고, 생애 마지막 몇 해 동안 그의 창작 활동이 다시 전성기를 이룬다. 1977년 브레멘 문학상을 받고, 1981년 평화 지원을 위한 베를린 만남에 참여한다. 사후 작품으로 《아이히만 형》이 무대에 올려졌다.

### 키파르트 협회
2008년 크레펠트에 하이나어 키파르트 협회가 결성되어 행사, 공연, 학회를 통해 작가를 기억하고 있다.